# Fossa della Tetide
La fossa della Tetide era un'antica fossa oceanica situata nella parte settentrionale dell'Oceano Tetide e che rimase in esistenza dal Mesozoico fino al Cenozoico. 

## Evoluzione storica
La fossa della Tetide si formò quando la placca cimmeriana andò in subduzione al di sotto della parte orientale della Laurasia, circa 200 milioni di anni fa, durante il Giurassico inferiore. La fossa della Tetide raggiunse la sua massima estensione durante il Cretacico superiore, estendendosi dall'attuale Grecia fino all'Oceano Pacifico occidentale. 
La subduzione della fossa della Tetide fu probabilmente la causa del movimento dell'Africa e dell'India verso l'Eurasia, che diede luogo all'apertura dell'Oceano Indiano. Quando la placca araba e la placca indiana entrarono in collisione con l'Eurasia, l'Oceano Tetide e la fossa si chiusero.
 
Residui della fossa della Tetide si possono ancora trovare nell'Europa sudorientale e nella parte sudovest del sud-est asiatico.